# Nabereżne (obwód odeski)
Nabereżne – osiedle na Ukrainie, w obwodzie odeskim, w rejonie bielajewskim. W 2001 roku liczyło 914 mieszkańców.